# Ezequiel Naya
Ezequiel Naya (Chacabuco, 4 de agosto de 2001) es un futbolista argentino. Juega de delantero centro y su equipo actual es el Deportivo Garcilaso de la Primera División de Perú cedido a préstamo desde el Club Estudiantes de La Plata.

## Trayectoria
En su ciudad natal empezó a jugar en Argentino de Chacabuco, luego jugó en Douglas Haig de Pergamino. En diciembre de 2016 se probó en Estudiantes de La Plata y fue aceptado para integrar las divisiones inferiores desde séptima división.
Debutó en Primera División del Fútbol Argentino el 17 de julio de 2021 en la Liga Profesional 2021 contra Sarmiento de Junín.
En marzo de 2022 se va en calidad de préstamo sin opción de compra al Deportes Melipilla de la Segunda División de Chile.
En 2023 se va a préstamo sin opción de compra al Club Atlético Nueva Chicago de la Primera B Nacional donde disputa 32 partidos y conquista 7 goles.
En 2024 retorna a su club formador para intentar ganarse un lugar en el equipo. Disputó 5 partidos en el Estudiantes de La Plata campeón de la Copa de la Liga Profesional 2024.
El 20 de junio de 2024 es cedido a préstamo a Sarmiento de Junín. Firma hasta diciembre de 2024 sin cargo y con opción de compra. A fines de diciembre deja Sarmiento que no hace opción de compra.
Para el 2025, Naya es nuevo jugador de Deportivo Garcilaso de la Primera División de Perú. Firma contrato por un año y el club peruano tendrá una opción de compra por el 50% de la ficha, en una suma que ronda los 500 mil dólares.  

## Estadísticas
- Actualizado hasta el 13 de diciembre de 2024.

| Estudiantes de La Plata Argentina                                                                            | 1ª                  | 2021                | 3  | 1  | 0 | 0 | — | — | 3  | 1  |
| Estudiantes de La Plata Argentina                                                                            | 1ª                  | 2024                | 1  | 0  | 5 | 0 | 1 | 0 | 7  | 0  |
| Estudiantes de La Plata Argentina                                                                            | Total club          | Total club          | 4  | 1  | 5 | 0 | 1 | 0 | 10 | 1  |
| Deportes Melipilla · Chile                                                                                   | 2ª                  | 2022                | 12 | 1  | 0 | 0 | — | — | 12 | 1  |
| Deportes Melipilla · Chile                                                                                   | Total club          | Total club          | 12 | 1  | 0 | 0 | 0 | 0 | 12 | 1  |
| Nueva Chicago Argentina                                                                                      | 2ª                  | 2023                | 32 | 7  | 0 | 0 | — | — | 32 | 7  |
| Nueva Chicago Argentina                                                                                      | Total club          | Total club          | 32 | 7  | 0 | 0 | 0 | 0 | 32 | 7  |
| Sarmiento de Junín Argentina                                                                                 | 1ª                  | 2024                | 14 | 1  | 0 | 0 | — | — | 14 | 1  |
| Sarmiento de Junín Argentina                                                                                 | Total club          | Total club          | 14 | 1  | 0 | 0 | 0 | 0 | 14 | 1  |
| Deportivo Garcilaso · Perú                                                                                   | 1ª                  | 2025                | 0  | 0  | 0 | 0 | — | — | 0  | 0  |
| Deportivo Garcilaso · Perú                                                                                   | Total club          | Total club          | 0  | 0  | 0 | 0 | 0 | 0 | 0  | 0  |
| Total en su carrera                                                                                          | Total en su carrera | Total en su carrera | 62 | 10 | 5 | 0 | 1 | 0 | 68 | 10 |
| (1) Incluye Copa de la Liga Profesional y Copa Argentina. (2) Incluye Copa Sudamericana y Copa Libertadores. |                     |                     |    |    |   |   |   |   |    |    |

## Palmarés

### Campeonatos nacionales
| Título          | Club                    | País      | Año  |
| --------------- | ----------------------- | --------- | ---- |
| Copa de la Liga | Estudiantes de La Plata | Argentina | 2024 |